# Triumph TR2
Pour les articles homonymes, voir Triumph et TR2.
La Triumph TR2 est une voiture de sport roadster du constructeur automobile britannique Triumph, présentée au salon de l'automobile de Genève 1953, et produite à 8 636 exemplaires jusqu'en 1955. 

## Historique
Pour succéder au succès de sa Triumph Roadster de 1946, Triumph présente son nouveau roadster anglais prototype « Triumph TR » (Triumph Roadster) au salon de l'automobile de Londres 1952, avec sa Standard Vanguard 20TS (Triumph TR1) inspirée des Jaguar XK120 concurrentes. Ce prototype est présenté en même temps que sa concurrente directe l’Austin-Healey 100, tout en étant beaucoup plus sobre et moins chère.

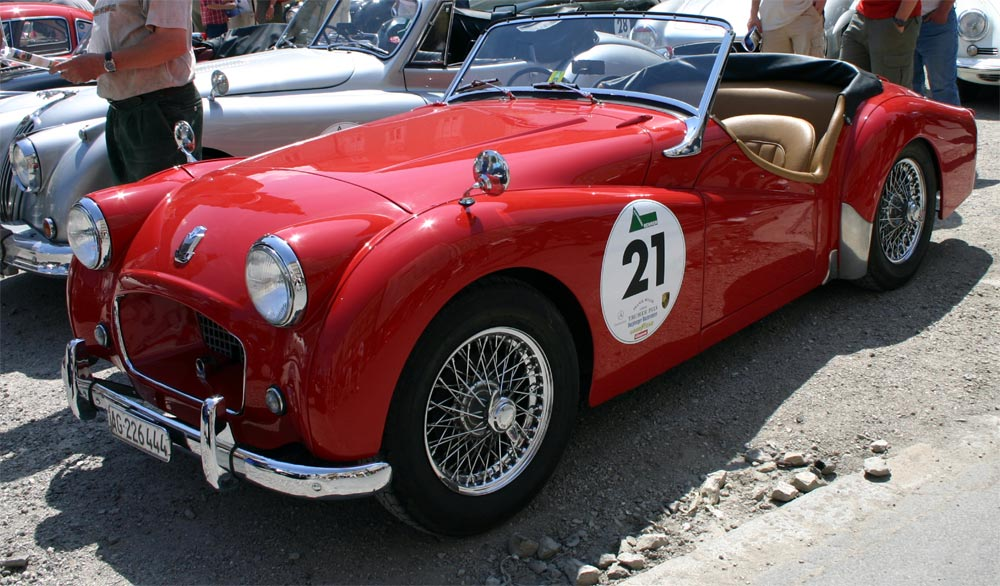
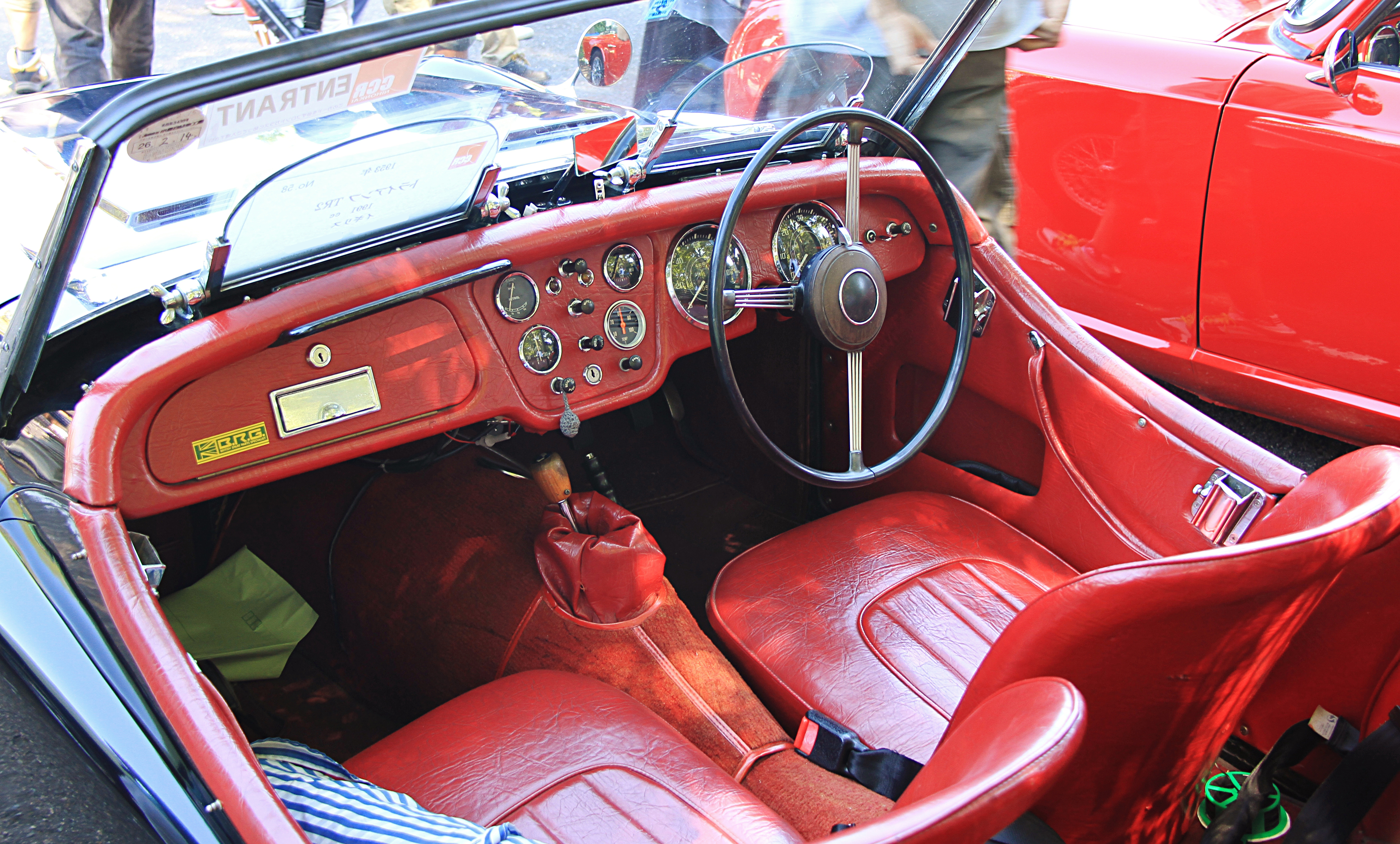

Après une période d'amélioration et mise au point par le nouveau pilote Triumph Ken Richardson, visant en particulier à rigidifier et améliorer la tenue du route du châssis, la TR2 est commercialisée en série en juillet 1953. Offrant le meilleur rapport prix/performances du moment, elle connaît un succès immédiat, notamment aux États-Unis qui vont absorber plus de 70 % de la production.

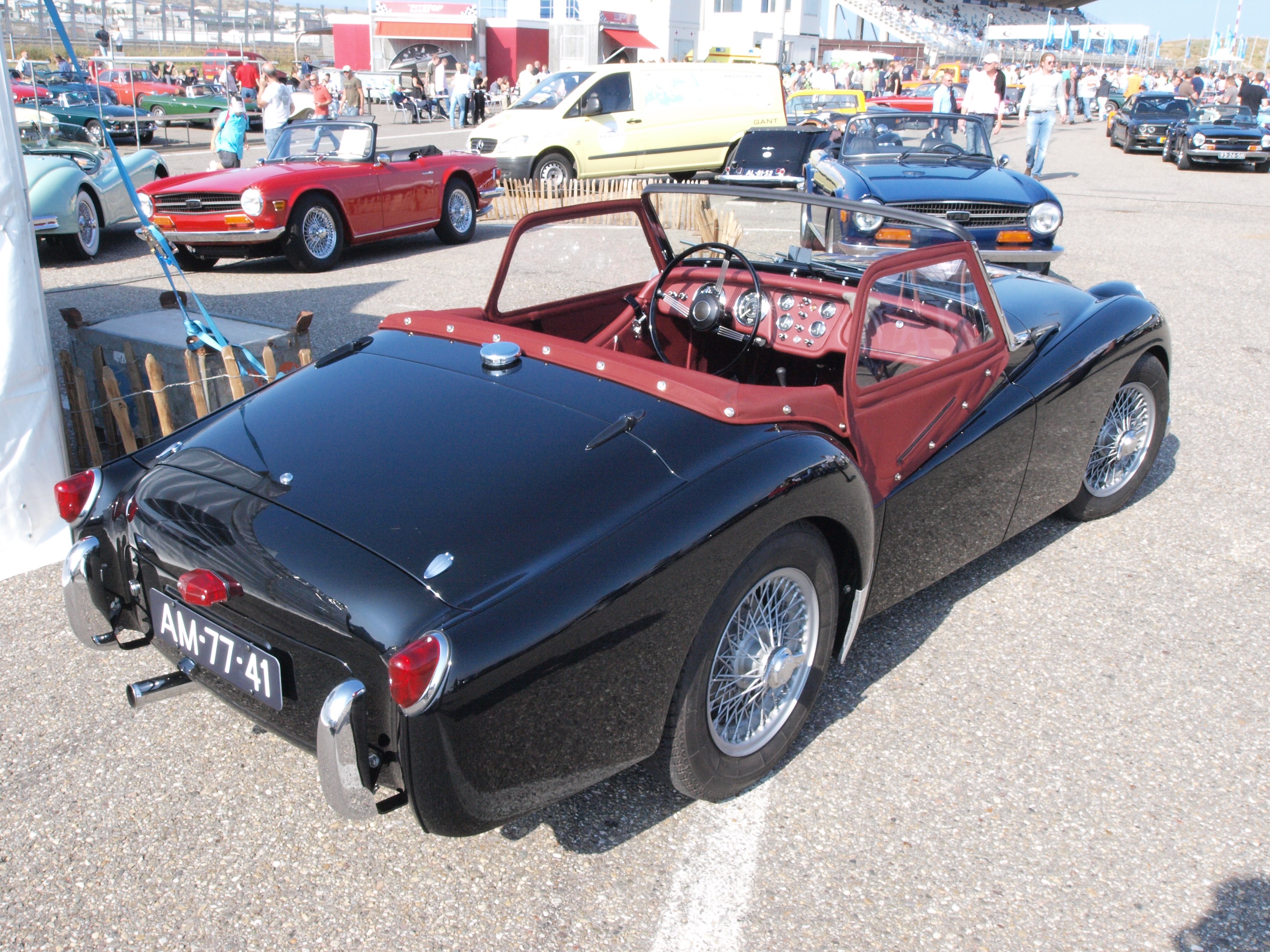

Construite par le groupe Standard-Triumph, la TR2 est initialement née de la volonté de son propriétaire, sir John Black (businessman) (en), qui avait observé le succès des Jaguar XK120 aux États-Unis,. Il propose alors de racheter leur marque à la famille Morgan (pour qui il produit des moteurs de Morgan 4/4 et Morgan Plus Four). Suite à leur refus, il décide de lancer son propre nouveau modèle de Triumph roadster, orienté vers le marché américain (souvent des anciens « Boys » qui avaient vécu en Angleterre durant la Seconde Guerre mondiale). L'objectif de Sir John Black étant de proposer un véhicule à un prix très compétitif, inspiré du succès des MG T-type, tout en permettant à ses propriétaires de gagner des rallyes en fin de semaine. Objectif traduit par deux contraintes : atteindre une vitesse de près de 170 km/h pour un prix initial maximum de 500 livres sterling.

## Caractéristiques techniques

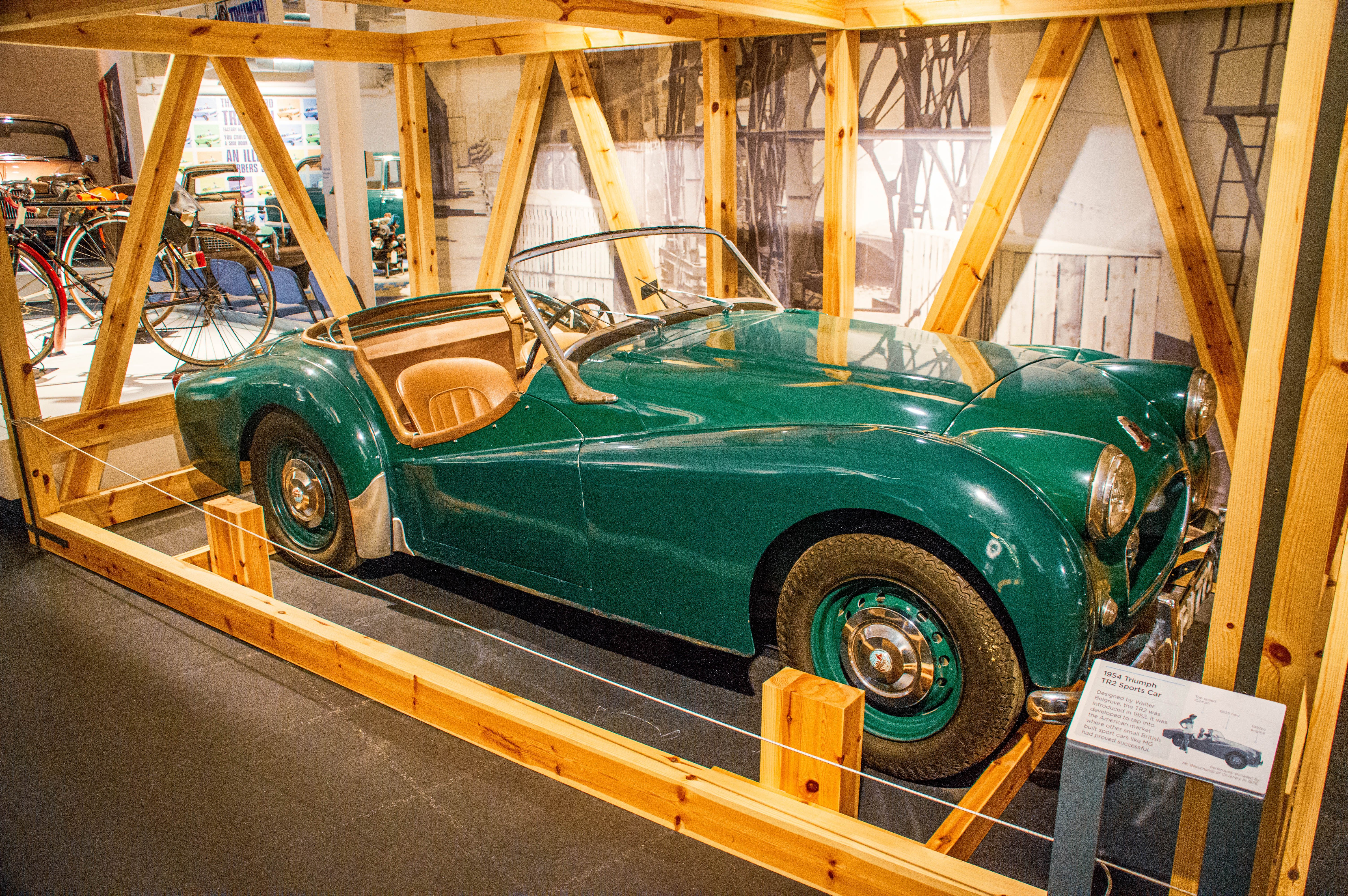
Au Coventry Transport Museum du Royaume-Uni.

Pour réduire un maximum les coûts de production, cette « Triumph Sport » sera construite avec le plus d'éléments existants possibles du constructeur Standard-Triumph, avec en particulier une plate forme de berline Standard Eight (1938), de la mécanique de berline Standard Vanguard (1947, qui dans une version modifiée, équipe également un tracteur Massey Ferguson), et un train avant et pont arrière de Triumph Mayflower (1949).  

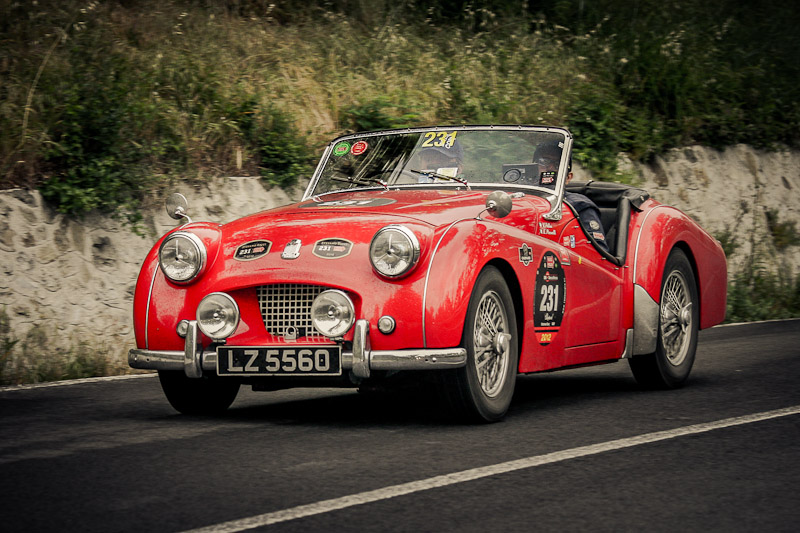
Mille Miglia Storica 2012.

La TR2 reprend également le moteur 4 cylindres en ligne 2 L de 90 ch des Standard Vanguard I (1947) (et des Morgan Plus 4 de 1950),. Ce moteur est amélioré avec 2 carburateurs S.U. H4, un arbre à cames plus pointu, et une diminution d'alésage de 2 088 à 1 991 cm2 (adaptée aux règlementations de compétition de catégorie « moins de 2 litres » de l'époque). Ce moteur plein d'allant et de souplesse, doté d'une belle sonorité, économe à l'usage, robuste et facile à entretenir, procurera au roadster des performances très honorables pour l'époque, qui contribueront à son succès.

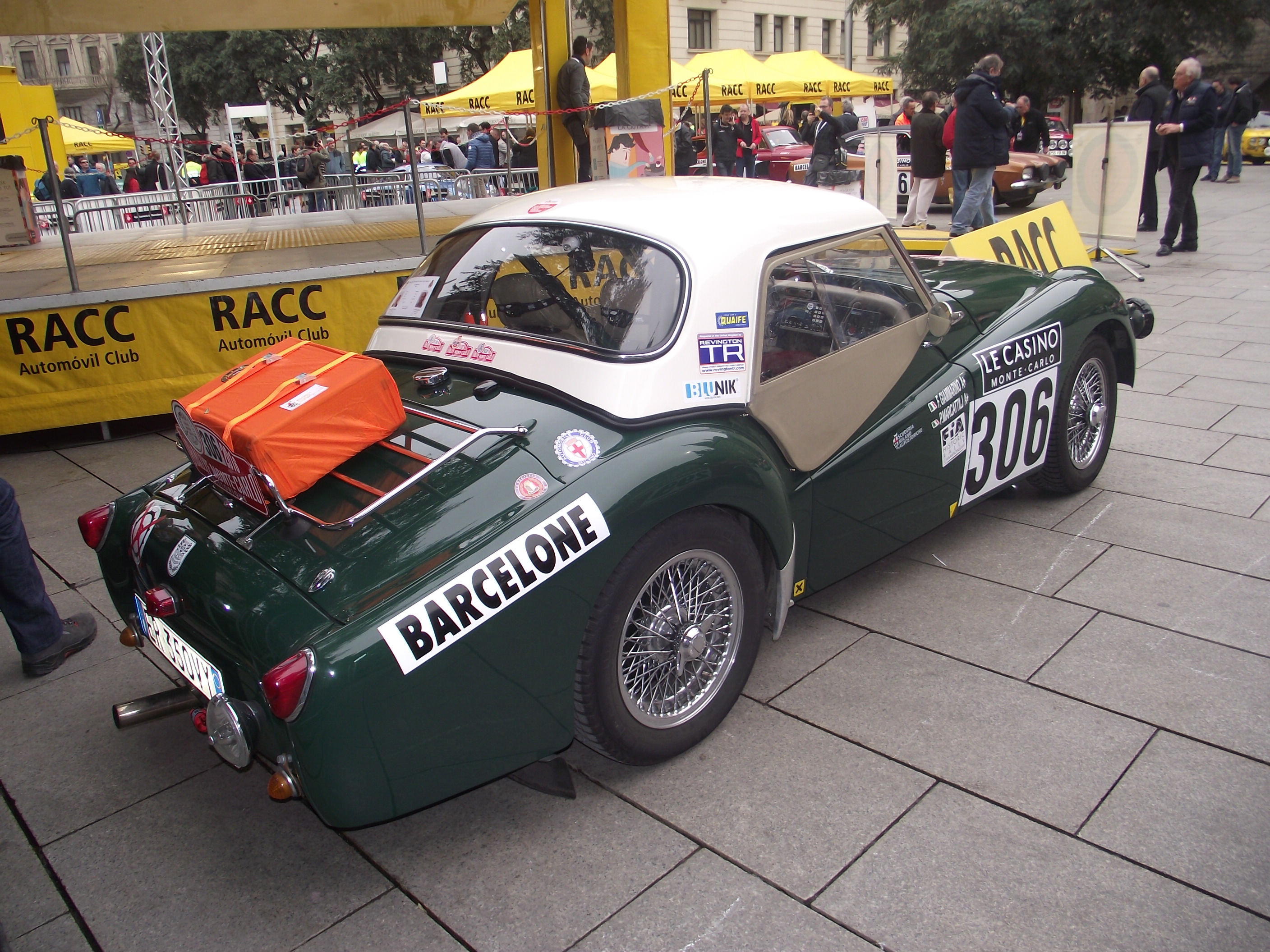

Le design de la carrosserie est confié aux designers Walter Belgrove et Henry Webster, qui doivent composer avec des formes simples (pas de double courbure) afin de réduire les coûts d'outillages et d'emboutissage, inspirées des Jaguar XK120, avec son intérieur cuir, ses chromes, ses phares globuleux à demi intégrés, des portières échancrées dépourvues de vitres, son arrière rétréci et effilé, et son absence de calandre (surnommée par dérision « bomb hole » (trou de bombe) par les Anglais). 
Elle a pour concurrentes de l'époque des Nash-Healey, MG TD Midget, Austin-Healey 100, Morgan 4/4, Morgan Plus 4, AC Ace, Sunbeam Alpine, Jaguar XK120, Jaguar XK140, Lancia Aurelia, Porsche 356, Kaiser Darrin, ou encore Chevrolet Corvette (C1).
La Triumph TR3 lui succède avec succès en 1955, avec quelques améliorations. 

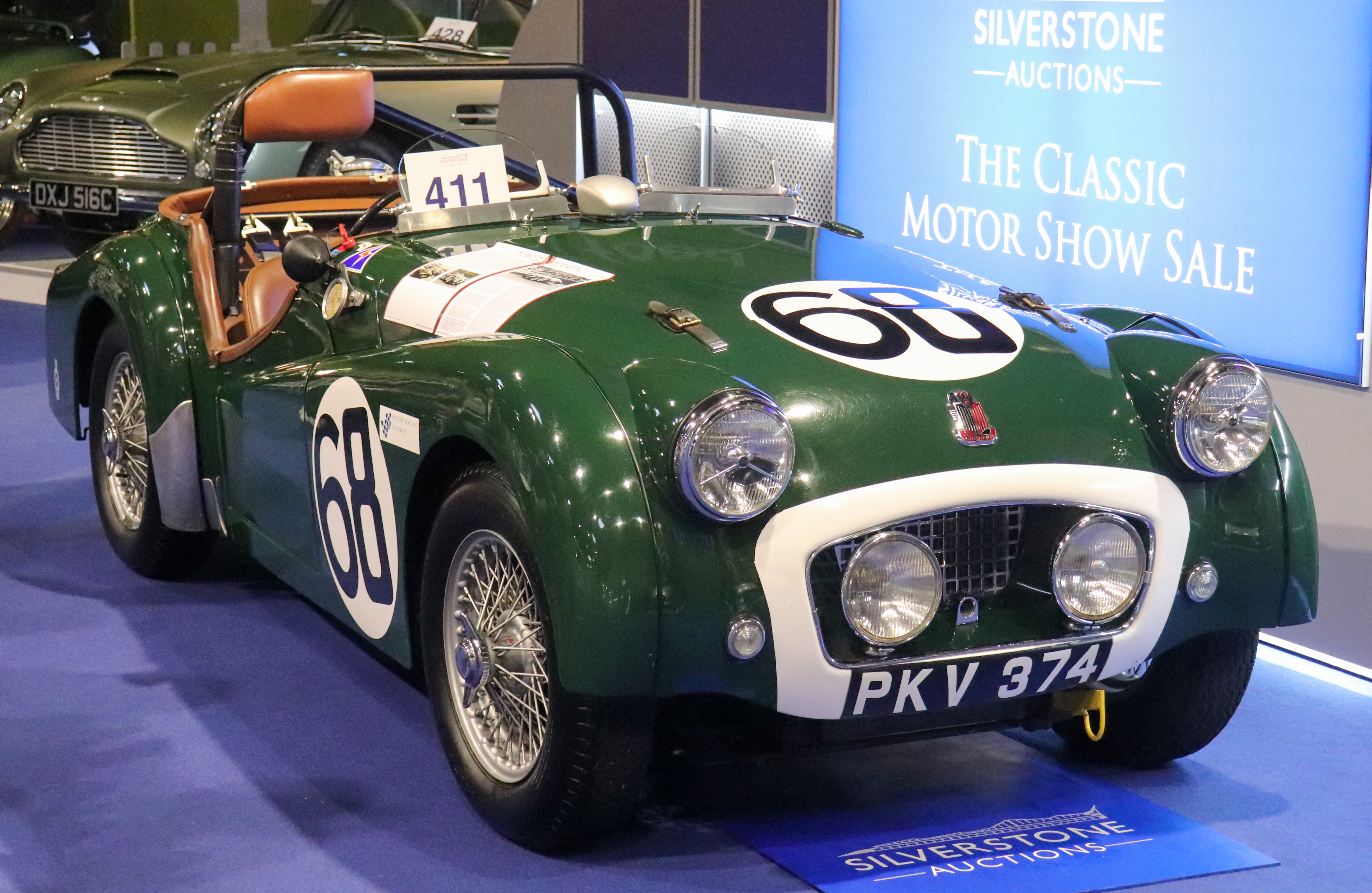
Triumph TR2 Le Mans des 24 Heures du Mans 1955.

## Compétition
La Triumph TR2 participe à de nombreuses compétitions dans sa catégorie 2 L, avec entre autres sa version TR2 Le Mans des 24 Heures du Mans 1955.
La Triumph TR2 « Jabbeke » prototype « record car » bat le record de vitesse de 1953, de 124,8 mph (200,94 km/h, catégorie moins de 2.0 litres) à Jabbeke en Belgique, avec le pilote Triumph Ken Richardson. La Triumph TR25 concept car de 2023 lui rend hommage,.

## Voiture de collection
Ce roadster fait partie à ce jour des coupés anglais emblématiques des années 1950. La Triumph TR25 concept car de 2023 lui rend hommage.